# 10554 Västerhejde
10554 Västerhejde (tên chỉ định: 1993 FO34) là một tiểu hành tinh vành đai chính. Nó được khám phá thông qua Uppsala-ESO Survey of Asteroids và Comets ở Đài thiên văn La Silla ở Chile ngày 19 tháng 3 năm 1993. Nó được đặt theo tên Västerhejde, a parish ở Gotland, Sweden.